# Diacanthoidea
Diacanthoidea is een geslacht van Phasmatodea uit de familie Diapheromeridae. De wetenschappelijke naam van dit geslacht is voor het eerst geldig gepubliceerd in 1908 door Redtenbacher.

## Soorten
Het geslacht Diacanthoidea omvat de volgende soorten:
- Diacanthoidea diacanthos (Haan, 1842)
- Diacanthoidea marginata Redtenbacher, 1908
- Diacanthoidea unispinosa Redtenbacher, 1908
- Diacanthoidea vittata Redtenbacher, 1908